# Enriqueta de Inglaterra
Enriqueta de Inglaterra (Exeter, 16 de junio de 1644-París, 30 de junio de 1670) fue una princesa inglesa por nacimiento, y duquesa de Orleans por matrimonio. Fue la menor de los hijos del rey Carlos I de Inglaterra y de su esposa, Enriqueta María de Francia. Teniendo tres años, se trasladó con su institutriz a la corte de su primo hermano, el rey Luis XIV de Francia, donde fue conocida como Minette. Posteriormente se casaría con Monsieur Felipe de Francia, duque de Orleans, hermano menor de Luis XIV, lo que le valdría el tratamiento de Madame. Fue muy popular en la corte francesa, no obstante, su matrimonio estuvo marcado por frecuentes tensiones entre los cónyuges. Enriqueta fue, antes de su inesperada muerte en 1670, una pieza esencial en la negociación del Tratado de Dover.

## Infancia en Inglaterra
La princesa Enriqueta nació el 16 de junio de 1644, en vísperas de la segunda batalla de Newbury, ocurrida durante la revolución inglesa, en Bedford House, en Exeter, una residencia de William Russell (1613-1700), quinto conde de Bedford, quien recientemente se había reincorporado al lado realista. Su padre era el rey Carlos I de Inglaterra y su madre era Enriqueta María de Francia, la hija menor del rey Enrique IV de Francia y de María de Médici. La relación entre madre e hija sería entre ambas muy estrecha durante toda su vida. Su relación con la corte francesa, como sobrina del rey Luis XIII y prima de Luis XIV, resultarían ser muy útiles en el futuro.
Poco antes del nacimiento de Enriqueta, su madre se había visto obligada a abandonar Oxford, dirigiéndose a Exeter, llegado allí el 1 de mayo de 1644. Debido a su estado de salud en el nacimiento, muchos pensaron que no sobreviviría al mismo. Luego de un parto particularmente difícil, la princesa fue puesta bajo el cuidado de Anne Villiers, condesa de Morton, quién luego sería conocida como Lady Dalkeith.
Para resguardar la seguridad de la princesa, su madre se dirigió a Falmouth, desde donde se embarcó rumbo a Francia para solicitar refuerzos para su esposo a Luis XIV. Al llegar a Falmouth, a mediados de julio, la reina fue informada de que la princesa había sufrido convulsiones, aunque se recuperó rápidamente de estas. La princesa conoció a su padre Carlos por primera vez el 26 del mismo mes. Antes del encuentro, el monarca había ordenado que se la bautizara de acuerdo a los ritos de la Iglesia de Inglaterra, lo que se llevó a cabo en la Catedral de Exeter, el 21 de julio.
Posteriormente Enriqueta sería llevada al Palacio Oatlands, en las afueras de Londres, donde viviría con su familia durante tres meses, antes de huir en secreto en junio de 1646 junto a Lady Dalkeith, dirigiéndose a Francia, donde se reuniría con su madre.

## Vida en Francia y matrimonio

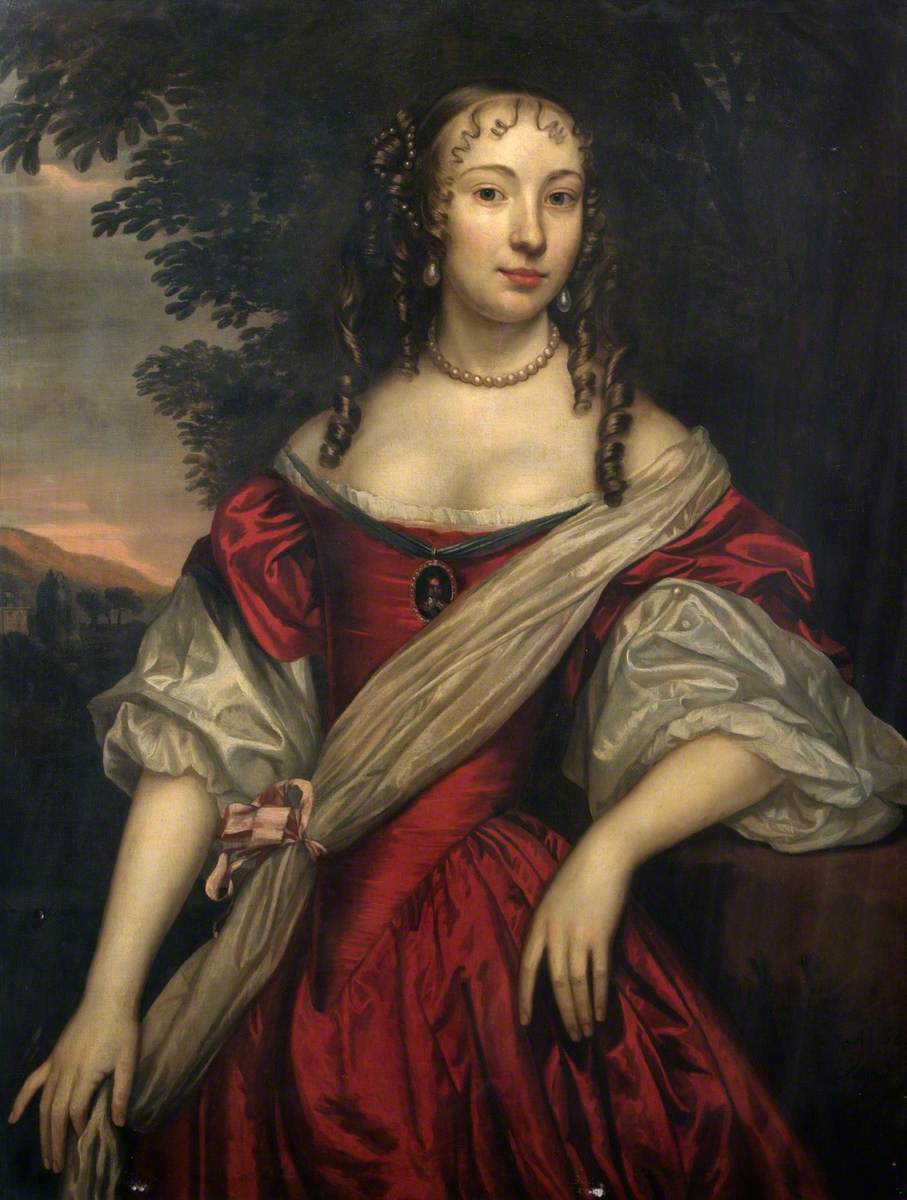
Retrato por Jan Mytens.

Mientras vivió en la corte francesa, la princesa recibió el nombre de Ana en honor a su tía, la reina Ana de Austria. Cuando llegó por primera vez, fue conocida como Enriqueta de Inglaterra o la princesa de Inglaterra en Francia. Ella y su madre recibieron apartamentos en el Louvre, además de una pensión mensual de 30.000 libras y el uso del castillo de Saint-Germain-en-Laye. El lujo de este establecimiento pronto disminuyó a medida que todo el dinero que la reina Enriqueta María recibía era enviado a su marido en Inglaterra o a caballeros exiliados que habían huido a Francia. Durante la Fronda, la guerra civil que estalló en Francia entre 1648 y 1653, tanto Enriqueta como su madre permanecieron en el Louvre.
En febrero de 1649, la madre de Enriqueta fue informada de la ejecución de su esposo Carlos I, quien había sido decapitado el 30 de enero. Al culminar la Fronda, la reina Enriqueta María y su hija se trasladaron al Palacio Real, residencia del joven Luis XIV, de su madre y de su hermano, Felipe. Al mismo tiempo, la reina Enriqueta María decidió educar a su hija, quien había sido bautizada en la Iglesia de Inglaterra, como católica. En 1652, con la llegada del hermano de Enriqueta, el príncipe Enrique Estuardo, aumentó el número de personas en la pequeña corte.
Finalizada la Fronda, la corte francesa empezó a buscar una novia al joven monarca francés. Enriqueta María insinuó la idea de una unión entre Luis y su hija, pero la reina Ana rechazó la idea prefiriendo a su sobrina, María Teresa, hija del rey Felipe IV de España, casándose en junio de 1660. Mientras se encontraban en el castillo de Colombes, residencia personal de Enriqueta María, en las afueras de París, madre e hija se enteraron de la restauración de la monarquía en Inglaterra, en la persona de Carlos II, hermano de Enriqueta, y regresaron a París. Este cambio de la situación política de Inglaterra hizo que el extravagante Felipe, hermano de Luis XIV de obvia orientación homosexual, pidiera la mano de Enriqueta, presionado por el rey. Antes de esto, rumores en la corte afirmaban que ella ya había recibido varias propuestas, entre ellas del duque Carlos Manuel II de Saboya y de Cosme III de Médici, gran duque de Toscana, sin resultados positivos dada la condición de exiliada de la princesa inglesa.

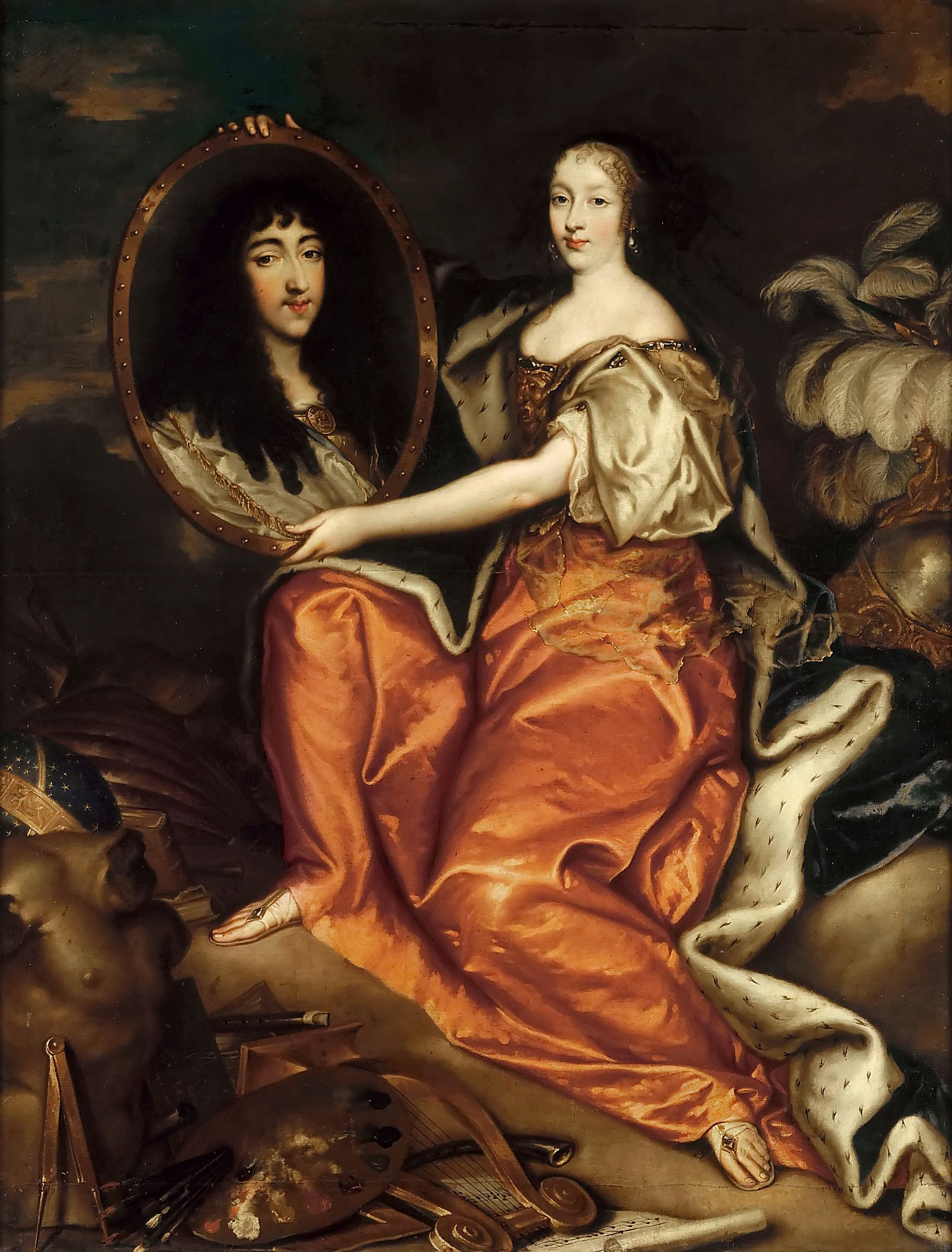
Enriqueta como Minerva sostiene una pintura de Monsieur Felipe de Francia, por Antoine Mathieu

A pesar de que Felipe estaba ansioso por asegurar su matrimonio con Enriqueta lo más pronto posible, la madre de ella tenía la intención de viajar a Inglaterra para resolver sus deudas, obtener una dote para su hija y evitar que Jacobo, duque de York, anunciara su matrimonio con Ana Hyde, antigua dama de honor de la princesa real, María Enriqueta, otra de sus hijas. Durante este tiempo, Enriqueta empezó a angustiarse cuando su hermano Enrique, duque de Gloucester, murió de viruela en septiembre de 1660. En octubre, Enriqueta, acompañada de su madre, se embarcó en Calais (Francia) rumbo a Dover (Inglaterra), donde se alojaron en el castillo de Dover. Posteriormente, el 22 de noviembre, la corte francesa pidió oficialmente la mano de Enriqueta y su dote fue arreglada. El monarca inglés Carlos II acordó darle a su hermana una dote de 840.000 libras, y 20.000 libras adicionales para otros gastos. Además Enriqueta recibió como regalo personal 40.000 libras de renta anual y el castillo de Montargis como residencia privada.
El retorno de Enriqueta a Francia se retrasó debido a la muerte de su hermana mayor, la princesa real María Enriqueta, a consecuencia de la viruela. Finalmente, saldría de Inglaterra rumbo a Francia en enero de 1661. Ya en Francia, Enriqueta y Felipe firmaron el contrato matrimonial en el Palacio Real el 30 de marzo de 1661, mientras que la ceremonia se llevó a cabo al día siguiente. Tras la boda, los cónyuges se trasladaron al Palacio de las Tullerías. Al ser Felipe Monsieur (siendo este el tratamiento que recibe el hermano de mayor edad del monarca francés) y duque de Orleans, Enriqueta a partir de ese momento se convertía en Madame, la duquesa de Orleans.
El matrimonio tuvo un buen comienzo y Felipe al parecer fue un esposo cariñoso. Al año de casarse, Enriqueta da a luz a una niña, la cual fue bautizada con el nombre de María Luisa. La paternidad de ella fue puesta en duda por algunos miembros de la corte, quienes afirmaban que su verdadero progenitor era Luis XIV o Armand de Gramont, conde de Guiche. Enriqueta y Gramont habrían tenido una aventura amorosa poco después del matrimonio de ella, a pesar de ser el amante de Felipe. Estos rumores convirtieron al que fue alguna vez un amoroso esposo en una persona celosa e incluso se llegó a quejar ante la reina madre Ana de Austria. Poco después, el rey Luis comenzaría un romance con Luisa de La Vallière, una dama de compañía que había defendido a Enriqueta frente a los rumores que la vinculaban al conde de Guiche.
En junio de 1664 nació Felipe Carlos, el segundo hijo de la pareja, al que se le concedió el título de duque de Valois. Sin embargo, el niño moriría en 1666, víctima de convulsiones, pocas horas después de ser bautizado con el nombre de Felipe Carlos. Su muerte afectaría en gran medida a Enriqueta. En julio de 1665 dio a luz a una niña que nació muerta, y en agosto de 1669 nació otra niña que fue bautizada con el nombre de Ana María.
En 1666, el más prominente de los supuestos amantes de su marido, Felipe, caballero de Lorena, empezó a hacer habitual su presencia en la residencia de los cónyuges y compitió con Enriqueta por el poder dentro de la misma, siendo esto un situación bastante inusual en la época.
A finales de 1669, Enriqueta sufrió la pérdida de su madre, la reina Enriqueta María, quién murió después de haber tomado una cantidad excesiva de opiáceos como analgésico. Enriqueta quedó devastada, situación que no mejoró por el inmediato reclamo de Felipe sobre todas sus posesiones, incluso antes de que fuera enterrada.

## El tratado secreto de Dover
Enriqueta fue fundamental en las negociaciones diplomáticas entre su natal Inglaterra y su adoptiva Francia. Su hermano, el monarca inglés Carlos II, con quién siempre fue cercana, había estado tratando de establecer una relación más estrecha con Francia. Después de haber sido objeto de debate desde 1663, no fue hasta 1669 que Carlos II puso en marcha un movimiento para admitir abiertamente su futura conversión al catolicismo y prometió también la conversión de Inglaterra. Tanto Enriqueta, quien estaba ansiosa de regresar a su país natal, como Luis XIV deseaban que el tratado se firmara en la isla británica, sin embargo Felipe, molesto con su esposa por sus coqueteos con Guiche y otros amantes posteriores, se mantuvo firme en no dejar partir a Enriqueta. Ella, apelando al rey francés, se las arregló para lograr viajar a Inglaterra, llegando a Dover el 26 de mayo de 1670, permaneciendo allí hasta el 1 de junio, día en que se firmó el tratado. Enriqueta regresaría a Francia el 18 de junio del mismo año.
Carlos II, en virtud al tratado, abandonó la Triple Alianza formada por Inglaterra, Suecia y las Provincias Unidas, y apoyó a Luis XIV en la conquista de esta última. El soberano francés argumentaba los derechos de su esposa, la reina María Teresa, sobre el territorio. En el caso de que la conquista de las Provincias Unidas fuese un éxito, a Inglaterra se le prometió varios puertos rentables en el territorio conquistado. El tratado de Dover no se hizo público hasta 1830.

## Muerte, sepultura y posteridad

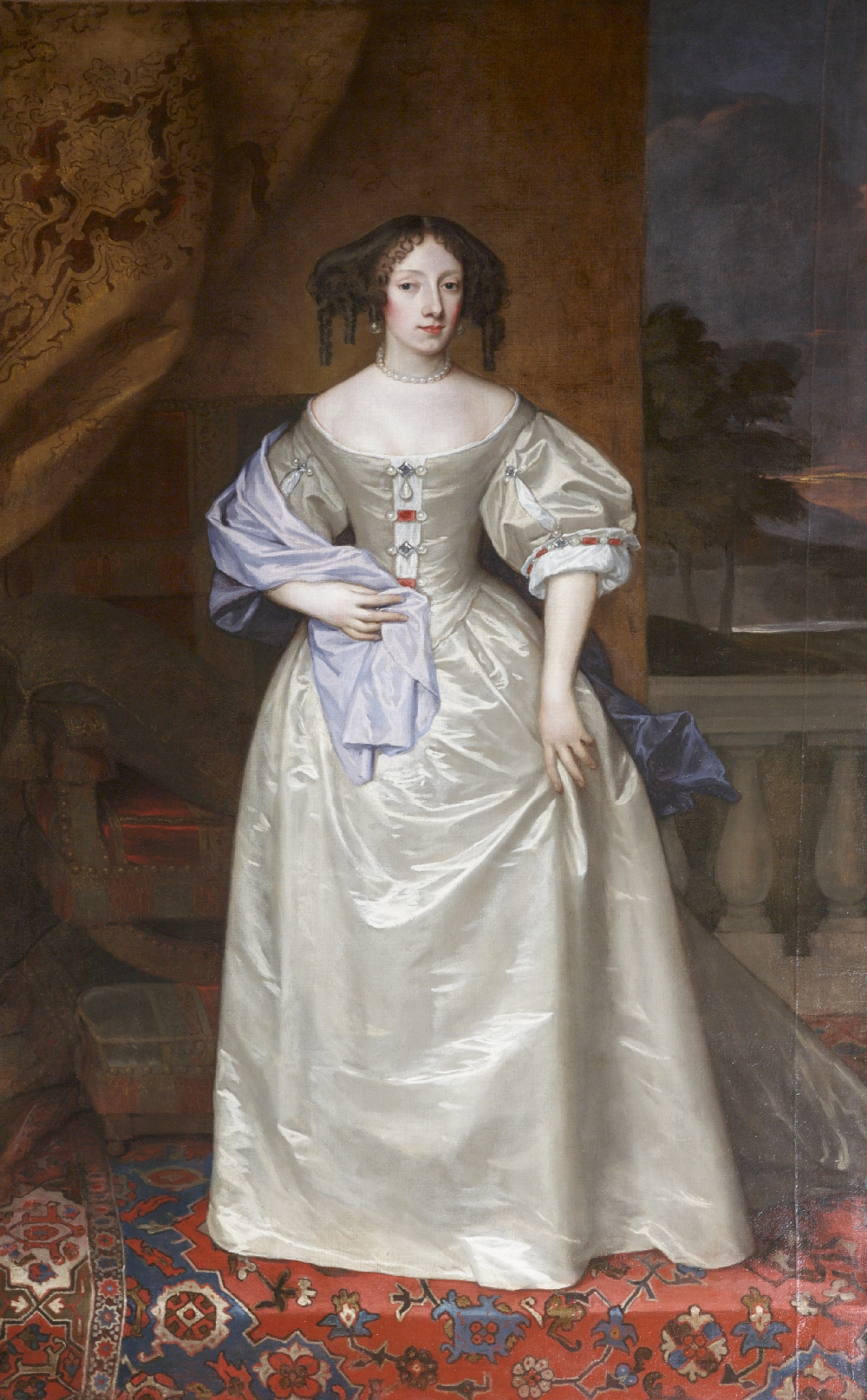
Pintura póstuma de la princesa Enriqueta. Realizada por Peter Lely por encargo de Carlos II y obsequiada por él al ayuntamiento de Exeter, donde aún se conserva.

En 1667 Enriqueta comenzó a quejarse de un intenso dolor intermitente en su costado. A partir de abril de 1670, según varios informes, Enriqueta empezó a padecer problemas digestivos tan graves que solo le era posible consumir leche. De regreso a Francia, tras la firma del tratado, Enriqueta fue a vivir a Saint-Cloud junto a su esposo el 26 de junio. Tres días después, el 29 de junio, a las 5 de la tarde, tras beber un vaso helado de agua de achicoria, sintió un gran dolor en el costado de su cuerpo y, según los informes, gritó: «¡Ah!¡Qué dolor!¿Qué voy a hacer?¡Debo haber sido envenenada!».
Ella inmediatamente asumió que había sido envenenada y pidió tanto un antídoto como una persona para que examinara el agua de achicoria. Pronto se le brindaron tratamientos contemporáneos comunes para cólicos estomacales así como diversos antídotos. Tan pronto llegó la noticia, la familia real llegó a Saint-Cloud en cuestión de horas y se llamó al obispo Bossuet, quien le administró los santos óleos. La princesa Enriqueta murió a las 2 de la madrugada del 30 de junio de 1670. Diecisiete médicos franceses y dos ingleses, el embajador británico y alrededor de un centenar de espectadores observaron la autopsia, y aunque el informe oficial declaró que "la muerte por cholera morbus (gastroenteritis) causada por la bilis climatizada" fue la causa del deceso, muchos de los presentes no estuvieron de acuerdo.
Fue sepultada en la Real Basílica de Saint Denis el 4 de julio, realizándose un segundo servicio el 21 de julio. Todos los organismos públicos principales, incluyendo el parlamento, tribunales y el clero estuvieron representados, así como la nobleza y el pueblo. La reina María Teresa estuvo presente con el rey emérito de Polonia, Juan II Casimiro, y el embajador inglés, el duque de Buckingham. También estuvieron presentes varios príncipes de sangre.

Por último llegaron los miembros de la casa de Monsieur y Madame, con antorchas en sus manos. Un mausoleo, rodeado de altares y urnas de plata, y adornado con una multitud de estatuas alegóricas de luto, entre ellos de la Juventud, la Poesía y la Música eran visibles, se había erigido en el centro del coro. Allí, el ataúd descansaba, cubierto con tela de oro, bordeado de armiño, y bordado con las armas de Francia e Inglaterra en oro y plata. Cuando todo el mundo había tomado sus lugares cientos de velas estallaron en llamas originando una nube de incienso; y el arzobispo de Reims, asistido por otros obispos, comenzó la misa, que fue coreada por los músicos del rey organizados por Lully.
Cartwright (1900, p. 383)

Felipe se casó nuevamente en 1671 con Isabel Carlota del Palatinado, quien al igual que Enriqueta, descendía de la reina María I de Escocia, compartiendo a Jacobo I de Inglaterra y VI de Escocia como antepasado común. Felipe y su nueva esposa tendrían otros dos hijos sobrevivientes.
La hija mayor de Enriqueta, María Luisa, que había heredado también su belleza, murió al igual que su madre a la edad de 26 años, en España en 1689. Las circunstancias de su muerte son casi idénticas a las de su madre, y al igual que ella, también se pensó que había sido envenenada. Ana María se casó en 1684 y fue madre de ocho hijos, la mayor de los cuales, la princesa María Adelaida, fue madre del rey Luis XV de Francia y también murió a la edad de 26 años. Felipe de Francia, su viudo, moriría en 1701. Entre sus descendientes se incluyen a Enrique, conde de París, pretendiente orleanista al trono de Francia; el rey Felipe VI de España; el rey Felipe de Bélgica; el gran duque Enrique de Luxemburgo; a Víctor Manuel de Saboya, pretendiente al trono italiano, y a Dom Rafael de Orleans e Bragança (1986), príncipe do Grão-Pará, pretendiente al trono de Brasil.

## Descendencia
Fruto de su matrimonio con Felipe de Francia, duque de Orleans, fue madre de:
- María Luisa (26 de marzo de 1662-12 de febrero de 1689), casada con el rey Carlos II de España; sin descendencia.
- Felipe Carlos (16 de julio de 1664-8 de diciembre de 1666), duque de Valois. Muerto en la infancia.
- Niña nacida muerta (9 de julio de 1665)
- Ana María (27 de agosto de 1669-26 de agosto de 1728), casada con Víctor Amadeo II de Saboya, duque de Saboya y futuro rey de Cerdeña; con descendencia. De ella descienden los actuales pretendientes jacobitas al trono de Inglaterra.

## Personalidad
Enriqueta a menudo ha sido elogiada como una princesa culta, y su correspondencia con Molière, Racine, La Fontaine, Bussy-Rabutin y otros es notable. Ella era también amante de la jardinería, y fue quien creó un jardín de agua en el Palacio Real. Además, también acumuló una colección pictórica de gran tamaño y prestigio que incluía pinturas de van Dyck y Correggio. Su personalidad activa ha causado que los historiadores lleguen a pensar que ella mostraba signos de anorexia nerviosa.

## Títulos y tratamiento
- 16 de junio de 1644-31 de marzo de 1661: Su Alteza Real, la princesa Enriqueta de Inglaterra.
- 31 de marzo de 1661-30 de junio de 1670: Su Alteza Real, Madame la duquesa de Orleans.[19]

## En el cine y televisión
- En la miniserie de 2003, Charles II: the Power & the Passion, Enriqueta es interpretada por Anne-Marie Duff.
- En la película de 2009, Broadside, Enriqueta es interpretada por Jessica Clarke.
- En el cortometraje de 2010, Minette, Enriqueta es interpretada por Jenna Brighton.
- En la serie de 2015-2018, Versalles, Enriqueta es interpretada por Noémie Schmidt.

## Ancestros
| \| \| \| \| \| \| \| \| \| \| \| \| \| \| \| \| \| \| \| \| 16. Mateo Estuardo \| \| \| \| \| \| \| \| \| \| \| \| \| \| \| \| \| \| \| \| \| \| \| \| \| \| \| \| \| \| \| \| \| \| \| \| \| \| \| \| \| \| \| \| \| \| \| \| \| \| \| \| \| \| 8. Enrique Estuardo, Lord Darnley \| \| \| \| \| \| \| \| \| \| \| \| \| \| \| \| \| \| \| \| \| \| \| \| \| \| \| \| \| \| \| \| \| \| \| \| \| \| \| \| \| \| \| \| \| \| \| \| \| \| \| \| \| \| 17. Margarita Douglas \| \| \| \| \| \| \| \| \| \| \| \| \| \| \| \| \| \| \| \| \| \| \| \| \| \| \| \| \| \| \| \| \| \| \| \| \| \| \| \| \| \| \| \| \| \| \| \| \| \| \| \| \| \| 4. Jacobo I de Inglaterra y VI de Escocia \| \| \| \| \| \| \| \| \| \| \| \| \| \| \| \| \| \| \| \| \| \| \| \| \| \| \| \| \| \| \| \| \| \| \| \| \| \| \| \| \| \| \| \| \| \| \| \| \| \| \| \| \| \| 18. Jacobo V de Escocia \| \| \| \| \| \| \| \| \| \| \| \| \| \| \| \| \| \| \| \| \| \| \| \| \| \| \| \| \| \| \| \| \| \| \| \| \| \| \| \| \| \| \| \| \| \| \| \| \| \| \| \| \| \| 9. María I de Escocia \| \| \| \| \| \| \| \| \| \| \| \| \| \| \| \| \| \| \| \| \| \| \| \| \| \| \| \| \| \| \| \| \| \| \| \| \| \| \| \| \| \| \| \| \| \| \| \| \| \| \| \| \| \| 19. María de Guisa \| \| \| \| \| \| \| \| \| \| \| \| \| \| \| \| \| \| \| \| \| \| \| \| \| \| \| \| \| \| \| \| \| \| \| \| \| \| \| \| \| \| \| \| \| \| \| \| \| \| \| \| \| \| 2. Carlos I de Inglaterra \| \| \| \| \| \| \| \| \| \| \| \| \| \| \| \| \| \| \| \| \| \| \| \| \| \| \| \| \| \| \| \| \| \| \| \| \| \| \| \| \| \| \| \| \| \| \| \| \| \| \| \| \| \| 20. Cristián III de Dinamarca \| \| \| \| \| \| \| \| \| \| \| \| \| \| \| \| \| \| \| \| \| \| \| \| \| \| \| \| \| \| \| \| \| \| \| \| \| \| \| \| \| \| \| \| \| \| \| \| \| \| \| \| \| \| 10. Federico II de Dinamarca \| \| \| \| \| \| \| \| \| \| \| \| \| \| \| \| \| \| \| \| \| \| \| \| \| \| \| \| \| \| \| \| \| \| \| \| \| \| \| \| \| \| \| \| \| \| \| \| \| \| \| \| \| \| 21. Dorotea de Sajonia-Lauenburgo \| \| \| \| \| \| \| \| \| \| \| \| \| \| \| \| \| \| \| \| \| \| \| \| \| \| \| \| \| \| \| \| \| \| \| \| \| \| \| \| \| \| \| \| \| \| \| \| \| \| \| \| \| \| 5. Ana de Dinamarca \| \| \| \| \| \| \| \| \| \| \| \| \| \| \| \| \| \| \| \| \| \| \| \| \| \| \| \| \| \| \| \| \| \| \| \| \| \| \| \| \| \| \| \| \| \| \| \| \| \| \| \| \| \| 22. Ulrico III de Mecklemburgo-Güstrow \| \| \| \| \| \| \| \| \| \| \| \| \| \| \| \| \| \| \| \| \| \| \| \| \| \| \| \| \| \| \| \| \| \| \| \| \| \| \| \| \| \| \| \| \| \| \| \| \| \| \| \| \| \| 11. Sofía de Mecklemburgo-Güstrow \| \| \| \| \| \| \| \| \| \| \| \| \| \| \| \| \| \| \| \| \| \| \| \| \| \| \| \| \| \| \| \| \| \| \| \| \| \| \| \| \| \| \| \| \| \| \| \| \| \| \| \| \| \| 23. Isabel de Dinamarca \| \| \| \| \| \| \| \| \| \| \| \| \| \| \| \| \| \| \| \| \| \| \| \| \| \| \| \| \| \| \| \| \| \| \| \| \| \| \| \| \| \| \| \| \| \| \| \| \| \| \| \| \| \| 1. Enriqueta de Inglaterra \| \| \| \| \| \| \| \| \| \| \| \| \| \| \| \| \| \| \| \| \| \| \| \| \| \| \| \| \| \| \| \| \| \| \| \| \| \| \| \| \| \| \| \| \| \| \| \| \| \| \| \| \| \| 24. Carlos IV de Borbón \| \| \| \| \| \| \| \| \| \| \| \| \| \| \| \| \| \| \| \| \| \| \| \| \| \| \| \| \| \| \| \| \| \| \| \| \| \| \| \| \| \| \| \| \| \| \| \| \| \| \| \| \| \| 12. Antonio de Borbón \| \| \| \| \| \| \| \| \| \| \| \| \| \| \| \| \| \| \| \| \| \| \| \| \| \| \| \| \| \| \| \| \| \| \| \| \| \| \| \| \| \| \| \| \| \| \| \| \| \| \| \| \| \| 25. Francisca de Alençon \| \| \| \| \| \| \| \| \| \| \| \| \| \| \| \| \| \| \| \| \| \| \| \| \| \| \| \| \| \| \| \| \| \| \| \| \| \| \| \| \| \| \| \| \| \| \| \| \| \| \| \| \| \| 6. Enrique IV de Francia \| \| \| \| \| \| \| \| \| \| \| \| \| \| \| \| \| \| \| \| \| \| \| \| \| \| \| \| \| \| \| \| \| \| \| \| \| \| \| \| \| \| \| \| \| \| \| \| \| \| \| \| \| \| 26. Enrique II de Navarra \| \| \| \| \| \| \| \| \| \| \| \| \| \| \| \| \| \| \| \| \| \| \| \| \| \| \| \| \| \| \| \| \| \| \| \| \| \| \| \| \| \| \| \| \| \| \| \| \| \| \| \| \| \| 13. Juana III de Navarra \| \| \| \| \| \| \| \| \| \| \| \| \| \| \| \| \| \| \| \| \| \| \| \| \| \| \| \| \| \| \| \| \| \| \| \| \| \| \| \| \| \| \| \| \| \| \| \| \| \| \| \| \| \| 27. Margarita de Angulema \| \| \| \| \| \| \| \| \| \| \| \| \| \| \| \| \| \| \| \| \| \| \| \| \| \| \| \| \| \| \| \| \| \| \| \| \| \| \| \| \| \| \| \| \| \| \| \| \| \| \| \| \| \| 3. Enriqueta María de Francia \| \| \| \| \| \| \| \| \| \| \| \| \| \| \| \| \| \| \| \| \| \| \| \| \| \| \| \| \| \| \| \| \| \| \| \| \| \| \| \| \| \| \| \| \| \| \| \| \| \| \| \| \| \| 28. Cosme I de Médici \| \| \| \| \| \| \| \| \| \| \| \| \| \| \| \| \| \| \| \| \| \| \| \| \| \| \| \| \| \| \| \| \| \| \| \| \| \| \| \| \| \| \| \| \| \| \| \| \| \| \| \| \| \| 14. Francisco I de Médici \| \| \| \| \| \| \| \| \| \| \| \| \| \| \| \| \| \| \| \| \| \| \| \| \| \| \| \| \| \| \| \| \| \| \| \| \| \| \| \| \| \| \| \| \| \| \| \| \| \| \| \| \| \| 29. Leonor Álvarez de Toledo y Osorio \| \| \| \| \| \| \| \| \| \| \| \| \| \| \| \| \| \| \| \| \| \| \| \| \| \| \| \| \| \| \| \| \| \| \| \| \| \| \| \| \| \| \| \| \| \| \| \| \| \| \| \| \| \| 7. María de Médici \| \| \| \| \| \| \| \| \| \| \| \| \| \| \| \| \| \| \| \| \| \| \| \| \| \| \| \| \| \| \| \| \| \| \| \| \| \| \| \| \| \| \| \| \| \| \| \| \| \| \| \| \| \| 30. Fernando I del Sacro Imperio Romano Germánico \| \| \| \| \| \| \| \| \| \| \| \| \| \| \| \| \| \| \| \| \| \| \| \| \| \| \| \| \| \| \| \| \| \| \| \| \| \| \| \| \| \| \| \| \| \| \| \| \| \| \| \| \| \| 15. Juana de Austria \| \| \| \| \| \| \| \| \| \| \| \| \| \| \| \| \| \| \| \| \| \| \| \| \| \| \| \| \| \| \| \| \| \| \| \| \| \| \| \| \| \| \| \| \| \| \| \| \| \| \| \| \| \| 31. Ana Jagellón de Hungría y Bohemia \| \| \| \| \| \| \| \| \| \| \| \| \| \| \| \| \| \| \| \| \| \| \| \| \| \| \| \| \| \| \| \| \| \| \| \| \| \| \| \| \| \| \| \| \| \| \| \| \| \| \| \| |                                                   |  |  |  |  |  |  |  |  |  |  |  |  |  |  |  |
| |                                                   |  |  |  |  |  |  |  |  |  |  |  |  |  |  |  |
| | 16. Mateo Estuardo                                |  |  |  |  |  |  |  |  |  |  |  |  |  |  |  |
| |                                                   |  |  |  |  |  |  |  |  |  |  |  |  |  |  |  |
| |                                                   |  |  |  |  |  |  |  |  |  |  |  |  |  |  |  |
| | 8. Enrique Estuardo, Lord Darnley                 |  |  |  |  |  |  |  |  |  |  |  |  |  |  |  |
| |                                                   |  |  |  |  |  |  |  |  |  |  |  |  |  |  |  |
| |                                                   |  |  |  |  |  |  |  |  |  |  |  |  |  |  |  |
| | 17. Margarita Douglas                             |  |  |  |  |  |  |  |  |  |  |  |  |  |  |  |
| |                                                   |  |  |  |  |  |  |  |  |  |  |  |  |  |  |  |
| |                                                   |  |  |  |  |  |  |  |  |  |  |  |  |  |  |  |
| | 4. Jacobo I de Inglaterra y VI de Escocia         |  |  |  |  |  |  |  |  |  |  |  |  |  |  |  |
| |                                                   |  |  |  |  |  |  |  |  |  |  |  |  |  |  |  |
| |                                                   |  |  |  |  |  |  |  |  |  |  |  |  |  |  |  |
| | 18. Jacobo V de Escocia                           |  |  |  |  |  |  |  |  |  |  |  |  |  |  |  |
| |                                                   |  |  |  |  |  |  |  |  |  |  |  |  |  |  |  |
| |                                                   |  |  |  |  |  |  |  |  |  |  |  |  |  |  |  |
| | 9. María I de Escocia                             |  |  |  |  |  |  |  |  |  |  |  |  |  |  |  |
| |                                                   |  |  |  |  |  |  |  |  |  |  |  |  |  |  |  |
| |                                                   |  |  |  |  |  |  |  |  |  |  |  |  |  |  |  |
| | 19. María de Guisa                                |  |  |  |  |  |  |  |  |  |  |  |  |  |  |  |
| |                                                   |  |  |  |  |  |  |  |  |  |  |  |  |  |  |  |
| |                                                   |  |  |  |  |  |  |  |  |  |  |  |  |  |  |  |
| | 2. Carlos I de Inglaterra                         |  |  |  |  |  |  |  |  |  |  |  |  |  |  |  |
| |                                                   |  |  |  |  |  |  |  |  |  |  |  |  |  |  |  |
| |                                                   |  |  |  |  |  |  |  |  |  |  |  |  |  |  |  |
| | 20. Cristián III de Dinamarca                     |  |  |  |  |  |  |  |  |  |  |  |  |  |  |  |
| |                                                   |  |  |  |  |  |  |  |  |  |  |  |  |  |  |  |
| |                                                   |  |  |  |  |  |  |  |  |  |  |  |  |  |  |  |
| | 10. Federico II de Dinamarca                      |  |  |  |  |  |  |  |  |  |  |  |  |  |  |  |
| |                                                   |  |  |  |  |  |  |  |  |  |  |  |  |  |  |  |
| |                                                   |  |  |  |  |  |  |  |  |  |  |  |  |  |  |  |
| | 21. Dorotea de Sajonia-Lauenburgo                 |  |  |  |  |  |  |  |  |  |  |  |  |  |  |  |
| |                                                   |  |  |  |  |  |  |  |  |  |  |  |  |  |  |  |
| |                                                   |  |  |  |  |  |  |  |  |  |  |  |  |  |  |  |
| | 5. Ana de Dinamarca                               |  |  |  |  |  |  |  |  |  |  |  |  |  |  |  |
| |                                                   |  |  |  |  |  |  |  |  |  |  |  |  |  |  |  |
| |                                                   |  |  |  |  |  |  |  |  |  |  |  |  |  |  |  |
| | 22. Ulrico III de Mecklemburgo-Güstrow            |  |  |  |  |  |  |  |  |  |  |  |  |  |  |  |
| |                                                   |  |  |  |  |  |  |  |  |  |  |  |  |  |  |  |
| |                                                   |  |  |  |  |  |  |  |  |  |  |  |  |  |  |  |
| | 11. Sofía de Mecklemburgo-Güstrow                 |  |  |  |  |  |  |  |  |  |  |  |  |  |  |  |
| |                                                   |  |  |  |  |  |  |  |  |  |  |  |  |  |  |  |
| |                                                   |  |  |  |  |  |  |  |  |  |  |  |  |  |  |  |
| | 23. Isabel de Dinamarca                           |  |  |  |  |  |  |  |  |  |  |  |  |  |  |  |
| |                                                   |  |  |  |  |  |  |  |  |  |  |  |  |  |  |  |
| |                                                   |  |  |  |  |  |  |  |  |  |  |  |  |  |  |  |
| | 1. Enriqueta de Inglaterra                        |  |  |  |  |  |  |  |  |  |  |  |  |  |  |  |
| |                                                   |  |  |  |  |  |  |  |  |  |  |  |  |  |  |  |
| |                                                   |  |  |  |  |  |  |  |  |  |  |  |  |  |  |  |
| | 24. Carlos IV de Borbón                           |  |  |  |  |  |  |  |  |  |  |  |  |  |  |  |
| |                                                   |  |  |  |  |  |  |  |  |  |  |  |  |  |  |  |
| |                                                   |  |  |  |  |  |  |  |  |  |  |  |  |  |  |  |
| | 12. Antonio de Borbón                             |  |  |  |  |  |  |  |  |  |  |  |  |  |  |  |
| |                                                   |  |  |  |  |  |  |  |  |  |  |  |  |  |  |  |
| |                                                   |  |  |  |  |  |  |  |  |  |  |  |  |  |  |  |
| | 25. Francisca de Alençon                          |  |  |  |  |  |  |  |  |  |  |  |  |  |  |  |
| |                                                   |  |  |  |  |  |  |  |  |  |  |  |  |  |  |  |
| |                                                   |  |  |  |  |  |  |  |  |  |  |  |  |  |  |  |
| | 6. Enrique IV de Francia                          |  |  |  |  |  |  |  |  |  |  |  |  |  |  |  |
| |                                                   |  |  |  |  |  |  |  |  |  |  |  |  |  |  |  |
| |                                                   |  |  |  |  |  |  |  |  |  |  |  |  |  |  |  |
| | 26. Enrique II de Navarra                         |  |  |  |  |  |  |  |  |  |  |  |  |  |  |  |
| |                                                   |  |  |  |  |  |  |  |  |  |  |  |  |  |  |  |
| |                                                   |  |  |  |  |  |  |  |  |  |  |  |  |  |  |  |
| | 13. Juana III de Navarra                          |  |  |  |  |  |  |  |  |  |  |  |  |  |  |  |
| |                                                   |  |  |  |  |  |  |  |  |  |  |  |  |  |  |  |
| |                                                   |  |  |  |  |  |  |  |  |  |  |  |  |  |  |  |
| | 27. Margarita de Angulema                         |  |  |  |  |  |  |  |  |  |  |  |  |  |  |  |
| |                                                   |  |  |  |  |  |  |  |  |  |  |  |  |  |  |  |
| |                                                   |  |  |  |  |  |  |  |  |  |  |  |  |  |  |  |
| | 3. Enriqueta María de Francia                     |  |  |  |  |  |  |  |  |  |  |  |  |  |  |  |
| |                                                   |  |  |  |  |  |  |  |  |  |  |  |  |  |  |  |
| |                                                   |  |  |  |  |  |  |  |  |  |  |  |  |  |  |  |
| | 28. Cosme I de Médici                             |  |  |  |  |  |  |  |  |  |  |  |  |  |  |  |
| |                                                   |  |  |  |  |  |  |  |  |  |  |  |  |  |  |  |
| |                                                   |  |  |  |  |  |  |  |  |  |  |  |  |  |  |  |
| | 14. Francisco I de Médici                         |  |  |  |  |  |  |  |  |  |  |  |  |  |  |  |
| |                                                   |  |  |  |  |  |  |  |  |  |  |  |  |  |  |  |
| |                                                   |  |  |  |  |  |  |  |  |  |  |  |  |  |  |  |
| | 29. Leonor Álvarez de Toledo y Osorio             |  |  |  |  |  |  |  |  |  |  |  |  |  |  |  |
| |                                                   |  |  |  |  |  |  |  |  |  |  |  |  |  |  |  |
| |                                                   |  |  |  |  |  |  |  |  |  |  |  |  |  |  |  |
| | 7. María de Médici                                |  |  |  |  |  |  |  |  |  |  |  |  |  |  |  |
| |                                                   |  |  |  |  |  |  |  |  |  |  |  |  |  |  |  |
| |                                                   |  |  |  |  |  |  |  |  |  |  |  |  |  |  |  |
| | 30. Fernando I del Sacro Imperio Romano Germánico |  |  |  |  |  |  |  |  |  |  |  |  |  |  |  |
| |                                                   |  |  |  |  |  |  |  |  |  |  |  |  |  |  |  |
| |                                                   |  |  |  |  |  |  |  |  |  |  |  |  |  |  |  |
| | 15. Juana de Austria                              |  |  |  |  |  |  |  |  |  |  |  |  |  |  |  |
| |                                                   |  |  |  |  |  |  |  |  |  |  |  |  |  |  |  |
| |                                                   |  |  |  |  |  |  |  |  |  |  |  |  |  |  |  |
| | 31. Ana Jagellón de Hungría y Bohemia             |  |  |  |  |  |  |  |  |  |  |  |  |  |  |  |
| |                                                   |  |  |  |  |  |  |  |  |  |  |  |  |  |  |  |
| |                                                   |  |  |  |  |  |  |  |  |  |  |  |  |  |  |  |